# Адрано
Адра́но (итал. Adrano) — город в Италии, расположен в регионе Сицилия, подчинён административному центру Катания (провинция).
Население составляет 35 611 человек (на 2004 г.), плотность населения составляет 416 чел./км². Занимает площадь 82,51 км². Почтовый индекс — 95031. Телефонный код — 00095.
Покровителями города почитаются св. Викентий Сарагосский, празднование 22 января, и св. Николо Полити. Праздник города ежегодно празднуется 3 августа.
Во времена античности город был главным местом почитания бога огня Адрана.